# Белокатаевская Казарма
Белокатаевская Казарма  — упразднённый населённый пункт на территории Белокатайского района Башкортостан Российской Федерации. Ныне урочище в левобережье р. Аллаелга.

## География
Находилась у реки Аллаелга (Алла-Елга), по состоянию на 1906 год в 60 вёрстах от уездного города, в
10 вёрстах от волостного правления.

## История
К 1906 году казарма Белокатайская входила в состав 2-й Айлинской волости

## Население
К 1906 году в 3 дворах проживали 15 человек, из них 7	мужчин, 8 женщин.

## Транспорт
Казарма Белокатайская стояла на просёлочной дороге.